# Richard Riszdorfer
Richard Riszdorfer (ur. 17 marca 1981 w Komarnie) – słowacki kajakarz, dwukrotny medalista olimpijski, sześciokrotny mistrz świata.
Urodził się w rodzinie węgierskiej. Wicemistrz igrzysk olimpijskich w Pekinie w 2008 roku w konkurencji K-4 (razem z bratem Michalem, Erikiem Vlčkiem i Jurajem Tarrem) i brązowy medalista cztery lata wcześniej w Atenach na dystansie 1000 m (w składzie tylko jedna zmiana, za Tarra - Juraj Bača). Zdobywca czwartego miejsca na tym dystansie podczas igrzysk w Sydney. Jest jedenastokrotnym medalistą mistrzostw świata w konkurencji kajaków, w tym sześciokrotnym mistrzem.